# Полувечнозелёные леса долины Брахмапутры
Полувечнозелёные леса долины Брахмапутры — экорегион в Индии и небольшой части юга Бутана.

## Описание
Экорегион занимает площадь 56 700 квадратных километров и охватывает равнины верховий реки Брахмапутра, в основном располагаясь в пределах индийского штата Ассам, с небольшими участками в штатах Аруначал-Прадеш и Нагаленд, а также на юге Бутана. Долина расположена между Гималаями на севере и горами Лушаи на юге. Когда река разливается в период муссонов с июня по сентябрь, она приносит до 300 см воды на равнину, создавая богатые плодородные почвы, которые используются для земледелия на протяжении тысяч лет. Другими важными реками региона являются Манас и Субансири.

## Флора
Экстенсивное хозяйство привело к тому, что первоначальная флора полувечнозеленых лесов в настоящее время существует только на небольших участках. Она включает виды родов сизигиум (Syzygium), коричник (Cinnamomum) и семейства магнолиевые (Magnoliaceae) среди таких лиственных деревьев, как терминалия многоплодная (Terminalia myriocarpa), Terminalia citrina, терминалия войлочная (Terminalia tomentosa), видов рода тетрамелес (Tetrameles) с подлеском из видов родов Phoebe, махилус (Machilus), Polyalthias, Aphanamixis и Actinodaphne laurels. Из культивируемых видов встречаются Мезуя железная (Mesua ferrea) и виды мелиевых (Meliaceae), сумаховых (Anacardiaceae), мускатниковых (Myristicaceae) и магнолиевых (Magnoliaceae) с такими видами семейства бамбуковые (Bambusoideae), как Bambusa arundinaria и мелоканна бамбуковая (Melocanna bambusoides).

## Фауна
Несмотря на многовековое человеческое вмешательство, леса и луга вдоль реки остаются местом обитания различных диких животных, в число которых входят тигр (Panthera tigris), pardofelis nebulosa, semnopithecus pileatus, гаур (Bos gaurus), барасинга (Cervus duvaucelii), медведь-губач (Melursus ursinus), индийский буйвол (Bubalus arnee). Здесь же обитает крупнейшая в Индии популяция азиатских слонов (Elephas maximus) и крупнейшая в мире популяция индийского носорога (Rhinoceros unicornis). Большинство из этих млекопитающих находятся под угрозой утраты среды обитания или являются исчезающими видами. Брахмапутра является естественным барьером на пути миграции диких животных; многие виды, такие как карликовая свинья (Porcula salvania), щетинистый заяц (Caprolagus hispidus) и западный хулок (Hoolock hoolock), живут только на одной стороне реки.
Эндемиками долины являются карликовая свинья (Porcula salvania) и щетинистый заяц (Caprolagus hispidus), которые обитают в степях на берегах реки.
Долина является домом для 370 видов птиц, из которых два — perdicula manipurensis и болотная земляная тимелия (Pellorneum palustre) — являются эндемиками, а один — бородатая малая дрофа (Houbaropsis bengalensis) — встречается очень редко.

## Охрана природы
Этот район был густонаселённым на протяжении многих веков, поэтому большая часть долины использовалась и до сих пор используется в сельском хозяйстве, но некоторые участки естественной среды обитания ещё существуют, в основном в национальных парках, крупнейшими из которых являются Манас, Дибру-Саикхова и Казиранга.
Всемирный фонд дикой природы в 1997 году обозначил двенадцать охраняемых территорий в экорегионе с общей площадь около 2,560 км, что включает 5 % площади экорегиона.
- Заповедник дикой природы Мехао, Аруначал-Прадеш (190 км, включает части широколиственных лесов Восточных Гималаев и Гималайские субтропические сосновые леса)
- Национальный парк Манас, Ассам (560 км)
- Заповедник Борнади, Ассам (90 км)
- Национальный парк Казиранга, Ассам (320 км)
- Национальный парк Оранг, Ассам (110 км)
- Заповедник дикой природы Лаохова, Ассам (170 км)
- Заповедник дикой природы Побитора, Ассам (80 км)
- Заповедник Сонай Рупай, Ассам (160 км)
- Национальный парк Намери, Ассам (90 км)
- Национальный парк Дибру-Сайхова, Ассам (490 км)
- Мемориальный заповедник дикой природы Д’Эринг, Аруначал-Прадеш (190 км)
- Ассам (110 км)